# Chinikihá
Chinikihá (“boca donde el agua desaparece”) es una extensa zona arqueológica de la cultura maya localizada en el municipio de Palenque del estado de Chiapas, México que durante el periodo clásico mesoamericano constituyó un gran centro político maya y la capital de una dinastía mayor de la subregión de Palenque con notable importancia en la zona alta de la Cuenca del Usumacinta. 
Chinikihá se encuentra entre Palenque y Pomoná en una planicie de la región de las Tierras Bajas Noroccidentales y abarca aproximadamente 20 hectáreas, se tiene el registro de 120 estructuras entre las que destacan construcciones ceremoniales, edificios abovedados, patios, plataformas, altares y un palacio principal, también cuenta con una cancha cerrada de juego de pelota mientras que en algunos muros se conservan restos de pinturas murales, el tamaño y calidad de su arquitectura urbana demuestra la importancia que llegó a alcanzar durante su ocupación.

## Historia
De acuerdo a la evidencia arqueológica, Chinikihá empezó su ocupación en el periodo preclásico tardío llegando a su apogeo durante el clásico (entre el año 250 al 900 d. C.) donde se convirtió junto a Palenque en uno de los mayores asentamientos de la subregión palencana y del alto Usumacinta.
Una de las inscripciones del trono de Chinikihá menciona al gobernante K’inich B’ah Tok y tiene inscrita la fecha en cuenta larga de 9.7.0.0.0, 7 Ajaw, 3 K'ank'in, marcando el final de un ciclo k’atun, esta fecha corresponde al 5 de diciembre del año 573 d. C. también registra que 20 días después fue capturado un ajaw de Toniná.
Un fragmento de una estela de Chinikihá registra que en la fecha del calendario maya 7 Ok 13 Pop ascendió al poder un gobernante identificado como Aj Tok’ Ti’, esta fecha equivale al 14 de marzo del año 599 d. C.

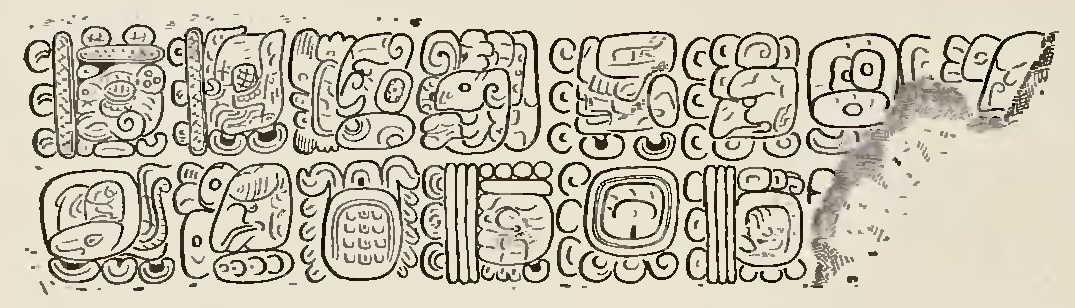
Inscripción jeroglífica en el trono de Chinikihá

En 1889 la existencia de la zona arqueológica de Chinikihá fue documentada por primera vez por el arqueólogo Teobert Maler como parte de una expedición por el rio Usumacinta, durante su exploración registró la presencia de montículos y su estado de conservación, así como de dos inscripciones jeroglíficas provenientes de un trono.
Actualmente la mayor parte de la zona permanece enterrada mientras que el resto está completamente en ruinas y algunas de sus edificaciones están en situaciones críticas de conservación debido al tiempo de abandono y al paso de la naturaleza.